# تیم ویلکاکس
تیم ویلکاکس (به انگلیسی: Tim Willcox)(زادهٔ ۱۹۶۳) روزنامه‌نگار و مجری انگلیسی است.
او دارای سه فرزند است. ویلکاکس فارغ‌التحصیل دانشگاه دورهام است.

وی مجری سرویس جهانی بی‌بی‌سی است. ویلکاکس در جریان یک گفتگوی زنده تلویزیونی به میهمان خود پاسخ داد: 
بسیاری از منتقدان سیاست‌های اسرائیل این مسئله را مطرح خواهند کرد که فلسطینیان به طور بد و شدیدی توسط یهودیان صدمه و رنج دیده‌اند.
این اظهارات وی بلافاصله با انتقاد و فشار حامیان اسرائیل مواجه شد و «ویلکاکس» مجبور به عذرخواهی رسمی شد.